# Arthroleptis francei
Arthroleptis francei là một loài ếch thuộc họ Arthroleptidae.
Đây là loài đặc hữu của Malawi.
Môi trường sống tự nhiên của chúng là rừng ẩm vùng đất thấp nhiệt đới hoặc cận nhiệt đới, vùng núi ẩm nhiệt đới hoặc cận nhiệt đới, đồng cỏ nhiệt đới hoặc cận nhiệt đới vùng đất cao, và các đồn điền.
Chúng hiện đang bị đe dọa vì mất môi trường sống.